# Gilles Parent
 (juillet 2021).
Il peut être nécessaire de l'améliorer pour respecter le principe de neutralité de point de vue. Veuillez consulter la page de discussion pour plus de détails.

Pour les articles homonymes, voir Parent.
Gilles Parent est un animateur de radio de la ville de Québec (Québec, Canada), né le 17 août 1960 à Loretteville.

## Biographie

### Animateur de radio
Il débute sur le quart de nuit sur les ondes de la station radiophonique CKCV de Québec au printemps 1978 à l'âge de 17 ans. En 1982, il est à CJVL à Sainte-Marie  en Beauce.
Il obtient son premier succès alors qu'il anime et produit Le Zoo à CJMF-FM 93.3 de 1985 à 1990, une émission du matin humoristique à sketches, d'abord avec Pierre-Albert Tremblay, puis principalement avec Alain Dumas et Michel Morin. Le concept était inspiré des Morning zoo, une formule radiophonique américaine. L'émission obtient un fort succès, avec des pointes d'auditoire à 173 800 auditeurs.
En mai 1990, Gilles et ses comparses de Le Zoo claquent la porte à quelques mois avant la fin de leur contrat et passent à CHIK-FM. Ils animeront l'émission matinale La Jungle dès le 18 juin. Leurs sketchs, parodies et chansons sont diffusées sur les neuf autres stations du réseau Radio Énergie sous forme de capsules en semaine, ainsi qu'une émission réseau La Jungle en folie les dimanches matins. L'équipe atteint une certaine popularité par les sketchs humoristiques sur la Crise d'Oka (de juillet à septembre 1990), qui sont ensuite compilés en format CD et cassette, devenu bon vendeur à l'automne et récompensée "cassette d'or" en 1991. D'autres albums humoristiques sont ensuite mis sur le marché.
Au printemps 1995, les journaux soupçonnent un conflit alors que Michel Morin et Alain Dumas font chacun deux jours par semaine, Gilles Parent s'occupe de la mise en ondes toute la semaine. Le 10 août, Dumas quitte officiellement La Jungle.
Gilles Parent quitte CHIK-FM le 15 juin 2001. Quant à Michel Morin, il déménagera à Montréal à l'émission du matin.
Gille rejoint CHOI-FM à l'automne 2001 jusqu'à l'été 2007.
Il anime ensuite l'émission Le Retour de Gilles Parent au FM93.
En septembre 2011, il commence une chronique Humeur socio-politique chaque samedi dans Le Journal de Québec, chronique qu'il cessera moins de deux ans plus tard.
En août 2014, il lance, en compagnie de Richard Blondin et de Laurent Boulet, la nouvelle mouture du 102,9 Québec dorénavant appelée M FM.

### Allégations d'inconduite et fin du contrat avec le FM93
Le 19 octobre 2017, dans la foulée du mouvement #moiaussi (équivalent de #MeToo aux États-Unis, qui a révélé les comportements déplacés de différentes personnalités publiques, dont Harvey Weinstein), au moins cinq anciennes collègues dénoncent de nombreuses inconduites sexuelles de la part de l'animateur, notamment des attouchements non consentis, des avances sexuelles, des remarques déplacées, des sous-entendus douteux et des textos insistants. Parmi elles, Catherine Desbiens, recherchiste à la station FM93 de 2013 à 2017, soutient avoir été l'objet de harcèlement, d'attouchements et d'avances insistantes. Gilles Parent est alors retiré des ondes par Cogeco pour une durée indéterminé.
Le 20 octobre 2017, Catherine Bachand, une ancienne employée de Gilles Parent, déclare sur les ondes de WKND 91.9, avoir été la cible d'un geste déplacé de la part de Gilles Parent alors qu'ils étaient en ondes. Après avoir demandé s'il pouvait toucher le ventre de l'animatrice, alors enceinte, il lui aurait plutôt délibérément touché un sein.
Le 3 novembre 2017, l'animateur Gilles Parent perd son micro au FM93 de manière définitive. La station annonce sur son compte Twitter que « Cogeco Média met fin à son association professionnelle avec Les Productions Gilles Parent et son animateur ».

### Excuses publiques
Dans deux entrevues accordées au Soleil et au Journal de Québec, Parent assume, s'excuse et explique avoir consulté pour se faire guider et dit espérer que les gens lui pardonnent. Il note d'ailleurs que le public fait vraiment la part des choses et qu'aucune plainte ou accusation n'a été faite contre lui,.

### Retour au micro en Balado
Le 27 décembre 2019, Gilles Parent décide de se lancer dans la baladodiffusion Parents et amis sur son propre site. Il profite de la crise sanitaire mondiale pour faire des rencontres avec des expats et des intervenants de la communauté.

### Septembre 2022: Radio Pirate
Dès septembre 2022, Giles Parent intervient chaque jeudi matin avec Jeff Fillion et son équipe sur les ondes de Radio Pirate.

## Discographie

### Le Zoo - CJMF-FM
- Zoo zoo top 1 (1985)
- Zoo zoo top 2 (1987)
- Zoo zoo top 3 (1988)
- Zoo zoo top 4 (1989)
- J'écoute le zoo (45t et 12 pouces, 1986)
- J'écoute le Zoo - 20 ans (2005)

### La Jungle - CHIK-FM
- La crise d'Oka (1990)
- Noël dans la jungle (1991)
- La jungle du hockey (1992)
- Grotesques Hits (1993)
- Les Sauvageries (1997)
- Pas d'temps à parde ! (1998)
- Tout un tarla! (avec Jean-Guy Hood, 1990)